# American Alpha
American Alpha – tag-team w profesjonalnym wrestlingu występujący w federacji WWE w brandzie SmackDown. Jego członkami są byli zapaśnicy: Chad Gable i Jason Jordan. Są byłymi posiadaczami WWE SmackDown Tag Team Championship. Podczas pobytu w rozwojowym brandzie NXT zdobyli NXT Tag Team Championship.

## Historia

### NXT (2015–2016)
W maju 2015, debiutujący Chad Gable rozpoczął storyline z Jasonem Jordanem; próbował namówić Jordana do zakończenia współpracy z jego dotychczasowym tag-team partnerem – Tye'em Dillingerem – i utworzenia nowego tag-teamu. Po 2 miesiącach, Jordan zgodził się na zmianę parterów. W debiutowej walce, 15 lipca 2015, drużyna Gable'a i Jordana pokonała Eliasa Samsona i Steve'a Cultera. We wrześniu wzięli udział w turnieju Dusty Rhodes Tag Team Classic; odpadli w półfinale. Choć początkowo byli heelami, Gable i Jordan szybko zaskarbili sobie przychylność fanów, co doprowadziło do face turnu drużyny. Gable i Jordan pokonywali w walkach drużynowych takie tag-teamy jak The Ascension czy The Vaudevillains. 7 stycznia 2016, nazwa drużyny została zmieniona na American Alpha.
16 marca pokonali The Vaudevillains, tym samym stając się pretendentami do NXT Tag Team Championship. Na gali NXT TakeOver: Dallas, 1 kwietnia 2016, pokonali The Revival w walce o pasy mistrzowskie; utracili je jednak w walce rewanżowej z Revival na NXT TakeOver: The End.

### SmackDown (od 2016)
W lipcu, w wyniku WWE Draftu, American Alpha stało się częścią brandzie SmackDown. 2 sierpnia na odcinku SmackDown, Jordan i Gable zadebiutowali w głównym rosterze pokonując The Vaudevillains. Podczas pre-show gali SummerSlam, American Alpha połączyło siły z The Hype Bros i The Usos, gdzie wspólnie pokonali The Vaudevillains, The Ascension i Breezango w 12-osobowym tag team matchu. We wrześniu, American Alpha wzięło udział w turnieju wyłaniających pierwszych posiadaczy WWE SmackDown Tag Team Championship, pokonując Breezango w pierwszej rundzie. W półfinałach spotkali się z The Usos, gdzie pokonali ich w szybkim pojedynku na odcinku SmackDown z 6 września, lecz Usos zaatakowali Gable'a po walce, kontuzjując jego kolano; wykluczyło to możliwość wystąpienia w finale na gali Backlash.
1 listopada na gali SmackDown, American Alpha pokonało The Spirit Squad i stało się częścią tag-teamowej drużyny SmackDown w 10–on–10 Survivor Series Elimination Tag Team matchu na gali Survivor Series. American Alpha zostali wyeliminowani przez Luke'a Gallowsa i Karla Andersona, zaś ich drużyna została pokonana przez zespół Raw. American Alpha zdobyło SmackDown Tag Team Championship na SmackDown z 27 grudnia w four-way elimination matchu, gdzie przypięli broniących mistrzostw The Wyatt Family (Randy'ego Ortona i Luke'a Harpera). Po powtórnym pokonaniu Wyatt Family podczas tygodniówki SmackDown Live z 10 stycznia, para skutecznie obroniła pasy w tag team turmoil matchu na gali Elimination Chamber. 21 marca na odcinku SmackDown stracili tytuły na rzecz The Usos.

## Inne media
American Alpha (osobno oraz jako tag-team) byli grywalnymi postaciami gry WWE 2K17.

## Ruchy używane we wrestlingu
- Finishery drużynowe
  - Grand Amplitude (Belly-to-back pop-up (Jordan), a następnie bridging high-angle belly-to-back suplex (Gable))[11][12]
  - Tech Fall (Elevated chair lift (Jordan) / diving bulldog (Gable))

- Inne ruchy drużynowe
  - Podwójny dropkick
  - Dropkick z dodaniem mostkowego german suplexu
  - Podwójny Northern Lights Suplex

- Motywy muzyczne
  - "Elite" od CFO$ (NXT / WWE; od 29 lipca 2015)[13]

## Mistrzostwa i osiągnięcia
- Pro Wrestling Illustrated
  - PWI umieściło Gable'a na 123. miejscu w top 500 wrestlerów rankingu PWI 500 w 2016[14]
  - PWI umieściło Jordana na 119. miejscu w top 500 wrestlerów rankingu PWI 500 w 2016[14]

- Wrestling Observer Newsletter
  - Rookie of the Year (2015) – Gable[15]

- WWE
  - WWE SmackDown Tag Team Championship (1 raz)
- WWE NXT
  - NXT Tag Team Championship (1 raz)